# Braccio di Ferro taglialegna
Braccio di Ferro taglialegna (Axe Me Another) è un film del 1934 diretto da Dave Fleischer. È un cortometraggio d'animazione della serie Braccio di Ferro, uscito negli Stati Uniti il 21 agosto 1934. È stato distribuito anche col titolo Braccio di Ferro, il tagliaboschi.

## Trama
Braccio di Ferro sta costruendo una piccola barca nel suo capanno vicino al molo di un fiume, quando sente Olivia Oyl gridare aiuto: la ragazza sta andando alla deriva nel fiume. Braccio di Ferro completa velocemente la barca e si precipita a salvarla. Olivia gli dice che Pierre Bluto, che gestisce un campo di disboscamento li vicino, l'ha gettata in acqua perché non gli piacevano i suoi spinaci. Braccio di Ferro afferma che tutti quelli che odiano gli spinaci sono suoi nemici, dopodiché va ad affrontare Bluto, il quale, come da suo manifesto, "sfida chiunque". Il marinaio quindi accetta la sfida, e i due mettono a confronto le loro abilità come boscaioli in varie prove. Bluto viene battuto in ognuna di esse, così getta Braccio di Ferro in una risina venendovi poi gettato a sua volta da Olivia. I due iniziano a combattere, continuando finché non arrivano al fiume, dove Braccio di Ferro viene buttato in acqua. Il marinaio mangia allora i suoi spinaci e riemerge, battendo Bluto e bloccandolo in un seggiolone ottenuto con uno dei tronchi. Olivia raggiunge Braccio di Ferro sulla zattera dove sta Bluto, e insieme gli fanno ingoiare a forza gli spinaci per punizione.

## Distribuzione

### Edizione italiana
L'unico doppiaggio italiano conosciuto fu realizzato dalla C.R.C. per la trasmissione del corto sulle reti Rai a metà anni 1990. Non essendo stata registrata una colonna internazionale, fu sostituita la musica presente durante i dialoghi.

### Edizioni home video
Il corto fu pubblicato in DVD-Video in America del Nord il 31 luglio 2007 nel primo disco della raccolta Popeye the Sailor: Volume One.